# Place Victor-Hugo (Courbevoie)
Pour les articles homonymes, voir Place Victor-Hugo.
La place Victor-Hugo est une voie de communication située dans la commune française de Courbevoie.

## Situation et accès

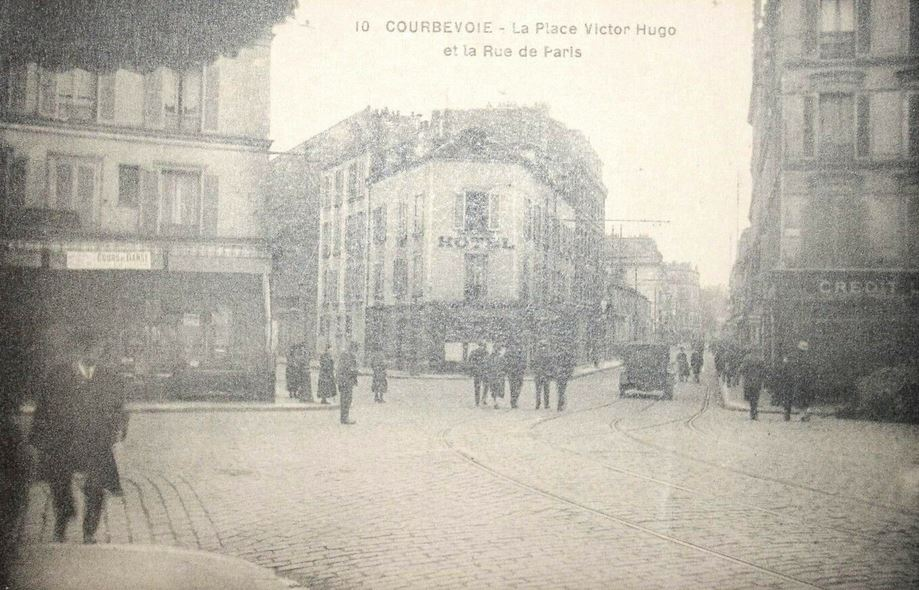
La place Victor-Hugo et la rue de Paris, aujourd'hui disparue.

Cette place est le point de rencontre de la rue de Bezons au nord, de la rue Louis-Blanc à l'ouest, de la rue de l'Abreuvoir au sud et de la rue Victor-Hugo dans la direction du pont de Courbevoie.
Autrefois, s'y trouvait aussi la rue de Paris qui a disparu dans les travaux d'aménagement de La Défense. Elle rejoignait la place du Port qui donnait sur le quai de Seine, aujourd'hui quai du Président-Paul-Doumer.

## Origine du nom
Elle porte le nom de Victor Hugo (1802-1885), poète, dramaturge, écrivain et homme politique français.

## Bâtiments remarquables et lieux de mémoire
Certaines scènes du film de Pierre Granier-Deferre Le Chat, avec Jean Gabin et Simone Signoret, y ont été tournées en 1971.